# Política y gobierno de San Vicente y las Granadinas
San Vicente y las Granadinas es una democracia parlamentaria dentro de la Mancomunidad Británica de Naciones.

## Poder Ejecutivo
El jefe de Estado es el monarca del Reino Unido, quien delega la mayor parte de sus responsabilidades a un gobernador general con residencia en el país. En la actualidad el cargo de Gobernadora General es desempeñado por Susan Dougan  que lo ejerce desde el 1 de agosto de 2019, siendo la primera mujer en el cargo. El jefe de Gobierno es el primer ministro, Ralph Goncalves, líder del Partido de la Unidad Laborista, elegido en el cargo desde el 28 de marzo del 2001, seguido en línea sucesoria por el vice primer ministro.
El derecho a voto es universal y secreto a los 18 años de edad.

## Poder Legislativo
Está ejercido por la Cámara de la Asamblea de carácter unicameral integrada por 21 miembros, de los cuales sólo 15 son electos. El resto son senadores designados por el gobernador general.

## Poder Judicial
El poder judicial descansa en la Suprema Corte del Caribe Oriental, la cual tiene jurisdicción también sobre otros cinco estados: Antigua y Barbuda, Dominica, Granada, San Cristóbal y Nieves y Santa Lucía y tres territorios británicos de ultramar: Anguila, las Islas Vírgenes Británicas y Montserrat.
La constitución fue sancionada el 27 de octubre de 1979. El sistema legal está basado en el inglés.

## Partidos políticos
Los principales partidos políticos de la isla son:
- Nuevo Partido Democrático
- Partido de la Unidad Laborista
- Movimiento Progresista Popular
- Partido Reformista Nacional
- Partido del Pueblo Trabajador

En las elecciones celebradas el 7 de diciembre de 2005, el Partido de la Unidad Laborista obtuvo el 55.3% de los votos, asegurándose 12 escaños, mientras que el Nuevo Partido Democrático obtuvo 44.7%, quedándose con 3 escaños.
- Datos: Q669444
- Multimedia: Politics of Saint Vincent and the Grenadines / Q669444